# Стенико
Стенико (итал. Stenico) је насеље у Италији у округу Тренто, региону Трентино-Јужни Тирол.
Према процени из 2011. у насељу је живело 562 становника. Насеље се налази на надморској висини од 647 м.

## Становништво
Према резултатима пописа становништва 2011. у општини је живело 1.137 становника.
| 1931. | 1936. | 1951. | 1961. | 1971. | 1981. | 1991. | 2001. | 2011. |
| ----- | ----- | ----- | ----- | ----- | ----- | ----- | ----- | ----- |
| 1.828 | 1.580 | 1.554 | 1.326 | 1.052 | 1.024 | 969   | 1.061 | 1.137 |